# Terrassa Padovana
Terrassa Padovana ist eine nordostitalienische Gemeinde (comune) mit 2678 Einwohnern (Stand 31. Dezember 2023) in der Provinz Padua in Venetien. Die Gemeinde liegt etwa 18 Kilometer südsüdöstlich von Padua.

## Persönlichkeiten
- Ivo Scapolo (* 1953), römisch-katholischer Geistlicher, Erzbischof und Diplomat des Heiligen Stuhls